# 不堪回首話當年
《酒店》（法語：Gervaise）是一部於1956年上映的法国電影。該片由雷奈·克萊門特執導，並改編自埃米尔·左拉的小說《小酒店》。它講述了一名十九世紀中葉的工人階級婦女（瑪麗亞·雪兒飾）嘗試應對丈夫（弗朗西奧斯·皮埃爾飾）因酗酒而墮落的問題。電影在第29届奥斯卡金像奖入圍最佳外語片獎。雪兒在1936年威尼斯电影节贏得沃爾庇杯最佳女演員獎。

## 角色
- 瑪麗亞·雪兒 飾 格瓦茲·麥考特·庫珀，一名有耐心和勇敢洗衣女工
- 弗朗西奧斯·皮埃爾（英语：François Périer） 飾 亨利·庫珀，格瓦茲的丈夫
- 苏希·德莱尔（英语：Suzy Delair） 飾 維珍妮·泊松，格瓦茲舊情敵
- 阿尔芒·梅斯特拉尔（英语：Armand Mestral） 飾 拉提爾，格瓦茲的前男友
- 玛丽·霍尔特（英语：Jany Holt） 飾 洛里約夫人，亨利脾氣暴躁的妹妹
- 瑪蒂爾德·卡薩迪蘇斯（英语：Mathilde Casadesus） 飾 博奇女士，門房
- 弗洛雷勒（英语：Florelle） 飾 庫珀媽媽，亨利年邁的母親
- 米雪琳娜·盧喬尼 飾 克萊門斯，格瓦茲的同事
- 呂西安·休伯特 飾 泊松先生，維珍妮的丈夫
- 雅克·德米 飾 古傑，格瓦茲和亨利的朋友
- 雅克·黑林（英语：Jacques Hilling） 飾 博奇先生，門房的丈夫
- 海倫·托西 飾 比賈德女士
- 阿梅代（英语：Philippe de Chérisey） 飾 美斯·布特斯
- 休伯特·德·拉珀皮特 飾 洛里約先生
- 雷切爾·德維爾斯（英语：Rachel Devirys） 飾 福康妮爾夫人
- 杰奎琳·莫蘭 飾 高登夫人
- 伊馮·克勞迪 飾 普圖瓦夫人
- 喬治斯·寶萊伊斯（英语：Georges Paulais） 飾 布魯神父
- 杰拉德·達里烏（英语：Gérard Darrieu） 飾 查理斯
- 皮埃爾·杜弗格 飾 高德龍先生
- 馬賽·費里 飾 洗衣房老闆
- 丹妮絲·佩隆妮 飾 洗衣女工
- 西蒙妮·杜哈特 飾 魚販
- 安德烈·沃斯利 飾 哥倫布神父
- 阿里安·蘭塞爾 飾 阿黛爾
- 阿拉姆·斯特凡 飾 市長
- 喬治·佩尼奧特（英语：Jo Peignot） 飾 麥丁臘先生
- 馬克斯·埃爾貝茲 飾 齊多爾
- 讓·雷特 飾 市軍士
- 羅傑·達芬 飾 工人
- 阿曼德·勒維爾 飾 聆訊主持人

## 外部鏈接
- 互联网电影数据库（IMDb）上《不堪回首話當年》的资料（英文）
- 爛番茄上《不堪回首話當年》的資料（英文）
- 豆瓣电影上《不堪回首話當年》的資料 （简体中文）